# Sumación de Borel
En matemáticas, una sumación de Borel es una generalización de la noción común de suma de una serie. En particular provee una definición de una cantidad que en numerosos aspectos se comporta formalmente como una suma, aún en el caso de que la serie sea divergente.

## Definición
Sea
{\displaystyle y=\sum _{k=0}^{\infty }y_{k}z^{-k}}
una serie de potencia formal en {\displaystyle z}.
Se define la transformada de Borel {\displaystyle {\mathcal {B}}y} de {\displaystyle y} mediante
{\displaystyle \sum _{k=0}^{\infty }{\frac {y_{k}}{(k-1)!}}t^{k-1}.}
Suponiendo que
1. {\displaystyle {\mathcal {B}}y} tiene un radio de convergencia no nulo como función de {\displaystyle t}
2. {\displaystyle {\mathcal {B}}y} puede ser continuada en forma analítica a una función {\displaystyle {\hat {y}}(t)} sobre toda la recta real positiva
3. {\displaystyle {\hat {y}}(t)} como mucho crece en forma exponencial a lo largo de la recta real

Entonces la suma de Borel de {\displaystyle y} está dada por la transformada de Laplace de {\displaystyle {\hat {y}}(t)}. La existencia de esta función está garantizada por la condición (3) indicada previamente.

## Discusión
La suma de Borel de una serie es la transformada de Laplace de la suma de las anti-transformadas de Laplace término a término de la serie original. Si la transformada de Laplace de una serie infinita fuera igual a la suma de la transformada de Laplace término a término entonces la suma de Borel sería igual a la suma común. La suma de Borel es definida en muchas situaciones en las que la suma no está definida. Expresándolo en términos llanos, permite darle un significado a la 'suma' de cierto tipo de series divergentes. La sumación de Borel es un ejemplo de un método de momento constante para sumar series.

## Usos
La sumación de Borel es utilizada en la teoría de perturbaciones campo en el cual es común que los físicos requieran calcular la suma de series a pesar de que ellas puedan ser divergentes.

## Historia
Nicholas M. Katz registra una anécdota de Émile Borel en su juventud:
Borel, entonces un joven desconocido, descubre que su método de sumación daba la respuesta 'correcta' para muchas series clásicas divergentes. Entonces decide viajar a Estocolmo para ver a Mittag-Leffler, quien era por esa época una autoridad reconocida en el análisis complejo. Mittag-Leffler escuchó en forma muy amable las explicaciones de Borel y, luego poniendo su mano sobre las obras completas de Weierstrass, quien había sido su maestro, dijo en Latin, 'El maestro lo prohíbe'.